# Iinan
Iinan (飯南町, Iinan-chō) est un bourg du district d'Iishi, dans la préfecture de Shimane, au Japon.

## Géographie

### Démographie
Au 1er mai 2015, la population d'Iinan s'élevait à 5 091 habitants répartis sur une superficie de 242,88 km2.

## Histoire
La création d'Iinan date de 2005 après la fusion des anciens bourgs de Tonbara et d'Akagi.